# Contea di Seminole (Oklahoma)
La contea di Seminole ( in inglese Seminole County ) è una contea dello Stato dell'Oklahoma, negli Stati Uniti. La popolazione al censimento del 2000 era di 24 894 abitanti. Il capoluogo di contea è Wewoka.